# Episodi di The Life of Riley (seconda stagione)
La seconda stagione della serie televisiva The Life of Riley è stata trasmessa in anteprima negli Stati Uniti d'America dalla National Broadcasting Company tra il 18 settembre 1953 e il 18 giugno 1954.
| nº | Titolo originale              | Titolo italiano | Prima TV USA      | Prima TV Italia |
| -- | ----------------------------- | --------------- | ----------------- | --------------- |
| 1  | Riley's Stomach Ache          |                 | 18 settembre 1953 |                 |
| 2  | Riley, the Animal Lover       |                 | 25 settembre 1953 |                 |
| 3  | Riley Faces Fatherhood        |                 | 2 ottobre 1953    |                 |
| 4  | Peg's Birthday Present        |                 | 9 ottobre 1953    |                 |
| 5  | Riley's Surprise Package      |                 | 16 ottobre 1953   |                 |
| 6  | Riley's Old Flame             |                 | 23 ottobre 1953   |                 |
| 7  | Riley Hears Bells             |                 | 30 ottobre 1953   |                 |
| 8  | Riley's Surprise Party        |                 | 6 novembre 1953   |                 |
| 9  | Junior's Vacation             |                 | 13 novembre 1953  |                 |
| 10 | Riley's Burning Ambition      |                 | 20 novembre 1953  |                 |
| 11 | Riley's Haunted House         |                 | 27 novembre 1953  |                 |
| 12 | Riley's Separation            |                 | 4 dicembre 1953   |                 |
| 13 | Riley the Worrier             |                 | 18 dicembre 1953  |                 |
| 14 | Riley's Second Honeymoon      |                 | 25 dicembre 1953  |                 |
| 15 | Riley Teaches Junior Boxing   |                 | 1º gennaio 1954   |                 |
| 16 | Riley Balances the Budget     |                 | 8 gennaio 1954    |                 |
| 17 | Riley's Love Letters          |                 | 15 gennaio 1954   |                 |
| 18 | Junior's Double Date          |                 | 22 gennaio 1954   |                 |
| 19 | Riley's Uranium Mine          |                 | 29 gennaio 1954   |                 |
| 20 | Riley Brightens the Corner    |                 | 5 febbraio 1954   |                 |
| 21 | Babs Used Car                 |                 | 12 febbraio 1954  |                 |
| 22 | Riley and the Boss' Niece     |                 | 19 febbraio 1954  |                 |
| 23 | Riley and the Cop             |                 | 26 febbraio 1954  |                 |
| 24 | The Circus Comes to Town      |                 | 4 marzo 1954      |                 |
| 25 | Riley in a Rut                |                 | 11 marzo 1954     |                 |
| 26 | Riley, Surprise Witness       |                 | 19 marzo 1954     |                 |
| 27 | Riley and the Beaux Arts Ball |                 | 26 marzo 1954     |                 |
| 28 | Riley Holds the Bag           |                 | 2 aprile 1954     |                 |
| 29 | Riley Takes Up Art            |                 | 9 aprile 1954     |                 |
| 30 | Riley's Good Deed             |                 | 16 aprile 1954    |                 |
| 31 | Riley, the Heir               |                 | 23 aprile 1954    |                 |
| 32 | Riley Takes Out Insurance     |                 | 30 aprile 1954    |                 |
| 33 | Riley Faces Mother's Day      |                 | 7 maggio 1954     |                 |
| 34 | Riley, the Newsboy            |                 | 14 maggio 1954    |                 |
| 35 | Riley and the Foreman's Gift  |                 | 21 maggio 1954    |                 |
| 36 | Riley Takes a Roomer          |                 | 28 maggio 1954    |                 |
| 37 | Riley's Anniversary           |                 | 4 giugno 1954     |                 |
| 38 | Riley Meets the Press         |                 | 11 giugno 1954    |                 |
| 39 | Riley in Brooklyn             |                 | 18 giugno 1954    |                 |